# دانشگاه نورث‌وسترن – سنت پاول
دانشگاه نورث‌وسترن – سنت پاول (به انگلیسی: University of Northwestern – St. Paul) یک دانشگاه مسیحی خصوصی واقع در رزویل، مینه‌سوتا، ایالات متحده آمریکا و مورد تأیید انجمن شمال مرکزی دانشگاه‌ها و مدارس است.